# البيولوجيا الرياضياتية (كتاب)
علم الأحياء الرياضي Mathematical Biology هو دراسة من جزأين في علم الأحياء الرياضي نُشر لأول مرة في عام 1989 بواسطة عالم الرياضيات التطبيقي جيمس دي موراي . يعتبر كلاسيكيًا في المجال  وشاسع النطاق. يبحث في حركية التفاعل و التفاعلات المتذبذبة و ديناميكا السكان.

## الجزء الأول: مقدمة
يغطي الجزء الأول من كتاب علم الأحياء الرياضي الديناميكيات الجماعية ، وحركية التفاعل ، والتفاعلات المتذبذبة ، ومعادلات انتشار التفاعل .
- الفصل 1: نماذج العشائر المستمرة لنوع واحد من الكائنات
- الفصل 2: نماذج المجموعات المنفصلة لنوع واحد من الكائنات
- الفصل 3: نماذج للتفاعل بين الجماعات
- الفصل 4: تحديد الجنس حسب درجة الحرارة (TSD)
- الفصل الخامس: نمذجة ديناميكيات التفاعل الزوجي: التنبؤ بالطلاق ومصالحة الزواج [3][4]
- الفصل 6: حركية التفاعل
- الفصل السابع: المذبذبات والمفاتيح البيولوجية
- الفصل الثامن: تفاعلات BZ المتذبذبة
- الفصل التاسع: المذبذبات المضطربة والمزدوجة والثقوب السوداء
- الفصل العاشر: ديناميات الأمراض المعدية
- الفصل الحادي عشر: انتشار التفاعل ، الانجذاب الكيميائي ، والآليات غير المحلية
- الفصل 12: ظاهرة الموجات المولدة بالمذبذب
- الفصل 13: الموجات البيولوجية: نماذج أحادية النوع
- الفصل 14: استخدام وإساءة استخدام النمطي الهندسي المتكرر Fractals

## الجزء الثاني: النماذج المكانية والتطبيقات الطبية الحيوية
يركز الجزء الثاني من كتاب علم الأحياء الرياضي على تكوين الأنماط pattern وتطبيقات معادلات التفاعل والانتشار. تشمل الموضوعات: التفاعلات بين المفترس والفريسة ، والانجذاب الكيميائي ، والتئام الجروح ، ونماذج الأوبئة ، والتشكل الحيوي .
- الفصل 1: موجات متعددة الأنواع (للفصائل) وتطبيقات عملية
- الفصل 2: تشكل النمط المكاني مع أنظمة انتشار التفاعل
- الفصل 3: أنماط معطف الحيوان والتطبيقات العملية الأخرى لآليات انتشار التفاعل
- الفصل 4: تكوين الأنماط في المجالات المتنامية: التماسيح والثعابين [5]
- الفصل الخامس: الأنماط البكتيرية والانجذاب الكيميائي
- الفصل 6: النظرية الميكانيكية لتوليد النمط والشكل في التنمية
- الفصل السابع: التطور والقوانين المورفوجينية والقيود التنموية والأشكال المسخية
- الفصل الثامن: نظرية ميكانيكية لتكوين شبكة الأوعية الدموية
- الفصل 9: التئام جروح البشرة [6][7]
- الفصل العاشر: التئام الجروح الجلدية
- الفصل 11: النمو والتحكم في أورام الدماغ [8]
- الفصل 12: النماذج العصبية لتشكيل الأنماط
- الفصل الثالث عشر: الانتشار الجغرافي والسيطرة على الأوبئة [9]
- الفصل الرابع عشر: إقليم الذئب ، والتعامل بين الذئب والغزال ، والبقاء على قيد الحياة

## تأثيره
منذ نشر الكتاب أول مرة أصبح يُنظر إلى الدراسة على أنها عمل مؤثر للغاية في مجال علم الأحياء الرياضي. إنه بمثابة النص الأساسي لمعظم دورات علم الأحياء الرياضية عالية المستوى حول العالم ، ويُنسب إليه الفضل في تحويل المجال من موضوع متخصص إلى مجال بحث قياسي للرياضيات التطبيقية .

## اقرأ أيضا
- علم الأحياء الرياضي والنظري

## روابط خارجية
- علم الأحياء الرياضي 1: مقدمة
- علم الأحياء الرياضي الثاني: النماذج المكانية والتطبيقات الطبية الحيوية